# الساندرو مانی
الساندرو مانی (انگلیسی: Alessandro Manni؛ زادهٔ ۱۶ فوریهٔ ۱۹۷۴) بازیکن فوتبال اهل ایتالیا است.
از باشگاه‌هایی که در آن بازی کرده‌است می‌توان به باشگاه فوتبال آلساندریا، باشگاه فوتبال بنونتو، باشگاه فوتبال اودینزه، و باشگاه فوتبال ترنانا اشاره کرد.